# Alberto Rivera Pizarro
Alberto Rivera Pizarro, kurz Alberto Rivera (* 16. Februar 1978 in Puertollano, Spanien) ist ein ehemaliger spanischer Fußballspieler.

## Spielerkarriere

### Real Madrid
Zwischen 1994 und 2002 stand Alberto Rivera bei Real Madrid unter Vertrag. In der Saison 1994/95 machte er als damals 17-jähriger sein Erstligadebüt für die „Königlichen“ beim 2:0-Auswärtssieg bei Celta Vigo. Für die Saison 1999/2000 war er an Erstligakonkurrent CD Numancia ausgeliehen. Im ersten Halbjahr 2002 an Olympique Marseille.

### Olympique Marseille
Es folgte der Wechsel zu Olympique im Frühjahr 2002. Er bestritt 12 Spiele für die Franzosen und erzielte zwei Tore.

### UD Levante
Durch sein Engagement in der Ligue 1 konnte er sich für einen Wechsel zu UD Levante empfehlen. In der Saison 2003/2004 stieg er mit den Levantinern auf, verließ diese jedoch 2005 nach deren Abstieg wieder, um bei Copa del Rey - Sieger Betis Sevilla anzuheuern.

### Betis Sevilla
Im Sommer 2005 wechselte Alberto Rivera für €3,4 Mio. zu Betis. Dort war er auf Anhieb Stammspieler in Champions League und UEFA-Pokal.